# Saverio Zupi
Saverio Zupi (ur. 9 stycznia 1914 w Cerisano, zm. 1 marca 1983) – włoski duchowny rzymskokatolicki, arcybiskup tytularny, dyplomata papieski.

## Życiorys
19 grudnia 1936 otrzymał święcenia prezbiteriatu.
26 października 1960 papież Jan XXIII mianował go delegatem apostolskim w Korei oraz 28 października 1961 arcybiskupem tytularnym serryjskim. 14 stycznia 1962 przyjął sakrę biskupią z rąk biskup Cosenzy Domenico Picchinenny. Współkonsekratorami byli biskup Cassano all’Jonio Raffaele Barbieri oraz biskup pomocniczy Cosenzy Giuseppe Vairo.
31 stycznia 1962 został przeniesiony na stanowisko internuncjusza apostolskiego w Pakistanie (od 27 grudnia 1965 w randzie pronuncjusza apostolskiego). 30 sierpnia 1966 papież Paweł VI mianował go pronuncjuszem apostolskim w Turcji oraz administratorem apostolskim wikariatu apostolskiego Konstantynopolu i archidiecezji izmirskiej (w Izmirze do 9 września 1967). Następnie od 17 maja do 14 listopada 1969 był nuncjuszem apostolskim na Malcie. Po zakończeniu misji na Malcie przeszedł na emeryturę.
Jako ojciec soborowy wziął udział w soborze watykańskim II (z wyjątkiem pierwszej sesji).